# Слон індійський
Слон індійський (Elephas maximus) — ссавець роду Слон (Elephas) з ряду хоботних (Proboscidea). Це друга за величиною наземна тварина після африканського слона.

## Таксономія
Індійський слон є одним з двох сучасних видів родини слонових і єдиним сучасним представником роду слон (Elephas), у складі якого відомо також близько 15-16 вимерлих видів двох підродів.

## Зовнішній вигляд
Довжина тіла: 5,5—6,4 м, висота в загривку: 3 м, маса: 3—5 т. Найвищою точкою тіла є вершина голови. Нормальна температура тіла у слона — 35,9 °C. Від моменту народження до 4 років молоді слони ростуть досить рівномірно, їх місячний приріст 9—20 кг. У 4 роки з'являється чітка різниця між самцями і самицями. Після досягнення статевої зрілості, самці починають рости швидше самиць. Ростуть слони все життя, тож згодом різниця у вазі між самцем і самицею може досягти 2 т. Вуха індійського слона дещо витягнуті донизу і загострені.
Хобот слона — це видозмінена в процесі еволюції верхня губа. Хобот є дуже вправним і чутливим, що дає змогу підіймати з підлоги дрібні предмети (монети, ґудзики). Хобот має близько 40 тис. м'язів та сухожиль. За його допомогою слон дихає, здобуває їжу, захищається, пестить своїх малюків, приймає піщаний чи водний душ. Хобот вміщує 6—8 літрів води. Лише в ранньому дитинстві, до 6 міс., слоненятам для їжі не потрібен хобот.
У слона не дуже гарний зір, зате слух і нюх чудові. Шкіра дорослого слона має товщину до 35 мм, але надзвичайно чутлива до спеки, ударів та укусів комах. Незвичайна й зубна система слона. Ікла у слонів відсутні, а 2 різця на верхній щелепі трансформувались у велетенські бивні. Характерною рисою цього виду є те, що бивні є лише у самців, а максимальна довжина, до якої ці бивні виростають — це 1,5 м і важать 20—25 кг. Проте, часто зустрічаються самці і без бивнів. Бивні — це і захист, і метод добування їжі (бивнями слони розкопують землю в пошуках їстівного коріння і води). Крім бивнів, слон має ще 4 так звані «щічні» або корінні зуби. У міру їх зношування, вони замінюються новими, за життя вони можуть змінитися 6 разів.
На підошві у слона, під шкірою є особлива пружина — желеподібна маса, яка робить дуже чутливими стопи слона, а також забезпечує безшумність ходи і безпеку при пересуванні болотистою місцевістю.
Поширені індійські слони від Індії до Суматри, а раніше жили і на Калімантані. Цікаво, що індійський слон більш споріднений не з африканським слоном, а з вимерлим мамутом.

## Харчування
Дорослий слон засвоює лише 40 % їжі, тому щодня йому необхідно з'їдати 220—230 кг корму. Процес пережовування їжі займає у слонів близько 16 годин на добу. П'є багато води — до 100—120 л на добу, що за рік становить близько 60 тис. літрів води. Довжина кишки у слона становить 40 м.

## Спосіб життя
Тримаються стадами по 15—100 особин, де головною є стара самиця. У стадах дорослі самці складають приблизно 30 %, самиці близько 50 % і молоді близько 20 %. Незважаючи на розміри, слони здатні цілком безшумно пересуватися лісом. Звичайна швидкість слона — 4—6 км/год, але за потреби він здатен розвивати швидкість до 30—40 км/год. Слон спить лише 2—4 год на добу.
Індійський слон зазвичай живе в лісах. Перевагу надає світлим лісам із густим бамбуковим підліском. Але зі зникненням у всій Азії лісів і зменшенням середовища проживання — зникають і слони.

## Розмноження
Розмноження індійських слонів не має сезонного характеру. Статева зрілість особин наступає в 9—12 років. Вагітність триває 20 місяців. Приплід становить 1 або 2 дитинча. Упродовж життя самиця дає до 4 приплодів. Малюка мати не залишає до 3-х років. Слоненя народжується з шерстю, до метра у висоту (в холці) і вагою до 90 кг. До 6 місяців харчується виключно материнським молоком. Потім — зелень, але маму ссе іноді до 3-х років.

## Значення для людини
Індійський слон легко приручається, швидко стає слухняним і може виконувати складну роботу. Здавна слонів в Азії використовують на лісорозробках і в сільському господарстві. Бойові слони значно посилювали міць армії, яка їх користала. Цим азійський слон відрізняється від африканського, прирученням якого майже ніколи не займались. Тому у фільмах про Тарзана, де дія відбувається в Африці, у фільмуванні брали участь видресувані індійські слони. Але їх легко було впізнати по вухах. Застосувати в кіно африканських слонів виявилося неможливо. У новіших фільмах на ту ж тему індійських слонів «гримували», змінюючи форму вух пластиковими наліпками.